# Porsche Supercup 2014
Der Porsche Mobil 1 Supercup 2014 ist die 22. Saison des Porsche Supercups. Sie umfasst zehn Rennen. Die Saison begann am 11. Mai in Barcelona und endete am 2. November in Austin.

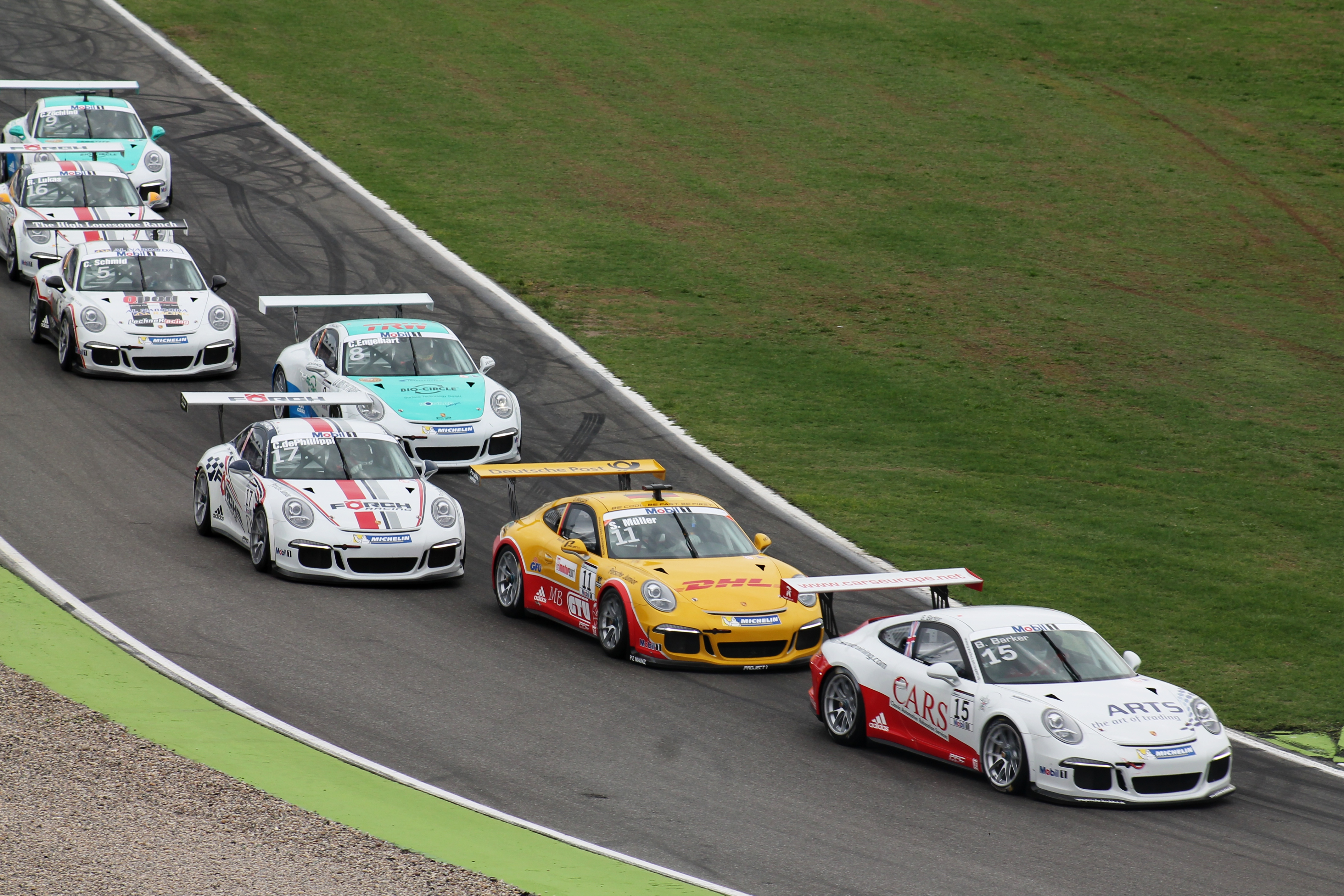
Der Porsche Supercup 2014 auf dem Hockenheimring

## Teams und Fahrer
| Team                                | Startnummer | Fahrer                      | Rennen   |
| ----------------------------------- | ----------- | --------------------------- | -------- |
| McGregor powered by Attempto Racing | 1           | Pieter Schothorst           | Alle     |
| McGregor powered by Attempto Racing | 2           | Alex Riberas                | 1–8      |
| McGregor powered by Attempto Racing | 2           | Dennis van de Laar          | 9        |
| McGregor powered by Attempto Racing | 3           | Chris Bauer                 | 1–2      |
| McGregor powered by Attempto Racing | 3           | Fabien Thuner               | 3, 6     |
| McGregor powered by Attempto Racing | 3           | Kévin Estre                 | 4–5, 8   |
| McGregor powered by Attempto Racing | 3           | Antti Buri                  | 7        |
| McGregor powered by Attempto Racing | 3           | Vincent Beltoise            | 9        |
| Walter Lechner Racing Team          | 4           | Michael Ammermüller         | Alle     |
| Walter Lechner Racing Team          | 5           | Clemens Schmid              | Alle     |
| Walter Lechner Racing Team          | 6           | Jeffrey Schmidt             | 1–3      |
| Walter Lechner Racing Team          | 6           | Nicki Thiim                 | 4–9      |
| Walter Lechner Racing Team          | 40          | Tom Dillmann                | 3        |
| Walter Lechner Racing Team          | 40          | Hannes Waimer               | 5, 9     |
| Konrad Motorsport                   | 7           | Klaus Bachler               | Alle     |
| Konrad Motorsport                   | 8           | Christian Engelhart         | Alle     |
| Konrad Motorsport                   | 9           | Christopher Zöchling        | Alle     |
| Konrad Motorsport                   | 36          | Rolf Ineichen               | 2–3, 5   |
| Team Project 1                      | 10          | Sean Johnston               | 1–2, 4–9 |
| Team Project 1                      | 10          | Sébastien Ogier             | 3        |
| Team Project 1                      | 11          | Sven Müller                 | Alle     |
| Team Project 1                      | 12          | Philipp Eng                 | Alle     |
| Team Project 1                      | 54          | Madison Snow                | 9        |
| Verva Lechner Racing Team           | 14          | Kuba Giermaziak             | Alle     |
| Verva Lechner Racing Team           | 15          | Ben Barker                  | Alle     |
| Verva Lechner Racing Team           | 37          | Sebastiaan Bleekemolen      | 2        |
| Verva Lechner Racing Team           | 37          | Andreas Mayerl              | 3        |
| Verva Lechner Racing Team           | 37          | William Peluchiwski         | 9        |
| FORCH Racing by Lukas Motorsport    | 16          | Robert Lukas                | 1–6, 8–9 |
| FORCH Racing by Lukas Motorsport    | 17          | Connor De Phillippi         | 1–8      |
| FORCH Racing by Lukas Motorsport    | 18          | Bas Schothorst              | Alle     |
| FORCH Racing by Lukas Motorsport    | 48          | Christofer Berckhan Ramírez | 5–6      |
| FORCH Racing by Lukas Motorsport    | 55          | Santiago Creel              | 9        |
| FACH AUTO TECH                      | 19          | Earl Bamber                 | Alle     |
| FACH AUTO TECH                      | 20          | Philip Hirschi              | 1–3      |
| FACH AUTO TECH                      | 20          | Alif Hamdan                 | 4–8      |
| FACH AUTO TECH                      | 20          | Phillipp Frommenwiler       | 9        |
| FACH AUTO TECH                      | 51          | Daniel Keilwitz             | 8        |
| Momo-Megatron                       | 21          | Mario Marasca               | 1–6      |
| Momo-Megatron                       | 21          | Jaap van Lagen              | 7–8      |
| Momo-Megatron                       | 21          | Pepe Massot                 | 9        |
| Momo-Megatron                       | 22          | Enrico Fulgenzi             | 1–2      |
| Momo-Megatron                       | 22          | Paul Rees                   | 9        |
| Momo-Megatron                       | 23          | Thomas Biagi                | Alle     |
| Sébastien Loeb Racing               | 30          | Roland Bervillé             | 1        |
| Sébastien Loeb Racing               | 30          | Maxime Jousse               | 2, 7     |
| Sébastien Loeb Racing               | 31          | Roar Lindland               | 1–2, 7   |
| Sébastien Loeb Racing               | 47          | Joffrey De Narda            | 7        |
| PRO GT by Alméras                   | 32          | Marc Cattaneo               | 1, 7     |
| PRO GT by Alméras                   | 35          | Marc Cattaneo               | 2        |
| PRO GT by Alméras                   | 33          | Côme Ledogar                | 1, 7     |
| Lechner Racing Academy ME           | 34          | Hannes Waimer               | 2        |
| ZaWotec Racing                      | 38          | Marko Klein                 | 3        |
| ZaWotec Racing                      | 39          | Lukas Schreier              | 3        |
| Porsche Cars GB                     | 41          | Kelvin Fletcher             | 4        |
| Porsche Cars GB                     | 42          | Josh Webster                | 4        |
| Team Parker Racing                  | 43          | Karl Leonard                | 4        |
| Team Parker Racing                  | 44          | Graeme Mundy                | 4        |
| Antonelli Motorsport                | 45          | Glauco Solieri              | 5, 7–8   |
| Antonelli Motorsport                | 46          | Gianluca Giraudi            | 5        |
| Antonelli Motorsport                | 46          | Matteo Cairoli              | 7–8      |
| Antonelli Motorsport                | 47          | Davide Roda                 | 5        |
| Heaven Motorsport                   | 49          | Giovanni Berton             | 8        |
| Heaven Motorsport                   | 50          | Enrico Fulgenzi             | 8        |
| Konrad Motorsport                   | 53          | Jeff Harrison               | 9        |
| Kelly–Moss Motorsports              | 56          | Colin Thompson              | 9        |
| Kelly–Moss Motorsports              | 57          | David Ducote                | 9        |
| Mühlner Motorsport                  | 58          | Tomy Drissi                 | 9        |
| Mühlner Motorsport                  | 59          | Mark Kvamme                 | 9        |
| Porsche AG                          | 911         | Patrick Dempsey             | 5        |

## Rennkalender
| Nr. | Datum         | Rennstrecke       | Sieger              | Zweiter             | Dritter             | Pole-Position   | Schnellste Runde    |
| --- | ------------- | ----------------- | ------------------- | ------------------- | ------------------- | --------------- | ------------------- |
| 01. | 11. Mai       | Barcelona         | Earl Bamber         | Philipp Eng         | Ben Barker          | Philipp Eng     | Earl Bamber         |
| 02. | 22. Mai       | Monte Carlo       | Kuba Giermaziak     | Philipp Eng         | Michael Ammermüller | Kuba Giermaziak | Klaus Bachler       |
| 03. | 22. Juni      | Spielberg         | Kuba Giermaziak     | Jeffrey Schmidt     | Sven Müller         | Philipp Eng     | Michael Ammermüller |
| 04. | 06. Juli      | Silverstone       | Clemens Schmid      | Kuba Giermaziak     | Earl Bamber         | Clemens Schmid  | Michael Ammermüller |
| 05. | 020. Juli     | Hockenheim        | Nicki Thiim         | Earl Bamber         | Kévin Estre         | Nicki Thiim     | Kévin Estre         |
| 06. | 27. Juli      | Mogyoród          | Kuba Giermaziak     | Nicki Thiim         | Earl Bamber         | Kuba Giermaziak | Kuba Giermaziak     |
| 07. | 24. August    | Spa-Francorchamps | Earl Bamber         | Nicki Thiim         | Klaus Bachler       | Earl Bamber     | Earl Bamber         |
| 08. | 07. September | Monza             | Sven Müller         | Klaus Bachler       | Earl Bamber         | Sven Müller     | Matteo Cairoli      |
| 09. | 01. November  | Austin            | Nicki Thiim         | Michael Ammermüller | Klaus Bachler       | Nicki Thiim     | Klaus Bachler       |
| 09. | 02. November  | Austin            | Michael Ammermüller | Earl Bamber         | Philipp Eng         | Earl Bamber     | Michael Ammermüller |

## Rennberichte

### 1. Lauf: Barcelona (Spanien)
Mit nur gerade 18 Tausendstel-Sekunden Vorsprung auf Earl Bamber (Fach Auto Tech) sicherte sich Philipp Eng (Team Project 1) die Pole-Position. Bamber startete am Sonntag etwas besser als Eng und ging in Führung. Mit fünf Sekunden vor Eng gewann Bamber den ersten Lauf zum Porsche Supercup 2014 und sein erstes Rennen in dieser Serie überhaupt.

### 2. Lauf: Monte Carlo (Monaco)
Kuba Giermaziak (Verva Lechner Racing Team) legte in der Qualifikation den Grundstein für seinen Sieg im Rennen. Auf dem Stadtkurs von Monaco ging Giermaziak von der Pole-Position aus ins Rennen und gab die Führung nicht mehr ab. Der Zweite Philipp Eng folgte Giermaziak wie ein Schatten, für ein Überholmanöver reichte es aber nicht. Auf den dritten Platz kam Michael Ammermüller mit einer soliden Leistung: «Mehr ging auf diesem engen Kurs einfach nicht.» Mit zwei zweiten Plätzen führte Eng die Meisterschaft mit 36 Punkten vor Giermaziak mit 28 Punkten an.

### 3. Lauf: Spielberg (Österreich)
In 16 Runden fanden vier Führungswechsel und zahlreiche Überholmanöver statt. Ganz vorne kamen Kuba Giermaziak (Verva Lechner Racing Team) vor Jeffrey Schmidt (Walter Lechner Racing Team) und der Porsche-Junior Sven Müller (Team Project 1) ins Ziel. Bei Philipp Eng (Team Project 1), der von der Pole-Position aus ins Rennen ging, verlief zunächst alles nach Plan. Ihm gelang ein guter Start und er setzte sich an die Spitze des 26 Fahrer starken Feldes. In der zweiten Runde fiel er zurück und Müller übernahm die Führung. Nach drei Runden musste Eng wegen eines Defekts das Rennen beenden. Gaststarter Rallye-Weltmeister Sébastien Ogier (Team Project 1) kam nur sieben Runden weit, dann wollte sein Fahrzeug nicht mehr.

### 4. Lauf: Silverstone (Großbritannien)
Der Silverstone Circuit wurde zum Erfolgspflaster für Clemens Schmid. Der Pilot aus dem Walter Lechner Racing Team fuhr am Samstag die Pole-Position bei Regen heraus. Am Sonntag gelang ihm ein Start-Ziel-Sieg. Der Führende in der Meisterschaft Kuba Giermaziak (Verva Lechner Racing Team) setzte Schmid immer wieder unter Druck, dieser machte aber keinen Fehler und sah als Erster die Zielflagge. Das 25 Piloten starke internationale Fahrerfeld zeigte ein faires Rennen mit zahlreichen Überholmanövern.

### 5. Lauf: Hockenheim (Deutschland)
Es war ein enger Kampf zwischen Rang eins bis drei auf dem Hockenheimring. Zur Halbzeit des über 14 Runden ausgetragenen Rennens hatte sich die Spitze mit Nicki Thiim (Walter Lechner Racing Team), Earl Bamber (Fach Auto Tech) und Kévin Estre (Attempto Racing) von den übrigen Konkurrenten abgesetzt. Estre versuchte zwei Runden vor Schluss Bamber zu überholen, doch es gelang ihm nicht. Der amtierende Meister Thiim gewann sein erstes Rennen in dieser Saison. Kuba Giermaziak (Verva Lechner Racing Team) kam auf dem sechsten Rang ins Ziel und behauptete die Führung in der Gesamtwertung mit fünf Punkten vor Bamber.

### 6. Lauf: Hungaroring (Ungarn)
Kuba Giermaziak (Verva Lechner Racing Team) gewann auf dem Hungaroring. Nach der Pole-Position am Samstag gelang ihm ein Start-Ziel-Sieg im Rennen. Giermaziak hatte einen guten Start, Earl Bamber (Fach Auto Tech) wurde von Nicki Thiim (Walter Lechner Racing Team) überholt. Damit stand die Reihenfolge der ersten Drei für den sechsten Lauf 2014 bereits fest. Giermaziak baute die Führung in der Gesamtwertung auf Bamber leicht aus und führte mit neun Punkten Vorsprung.

### 7. Lauf: Spa-Francorchamps (Belgien)
Trainingsschnellster, Pole-Position, Sieg im Rennen, schnellste Rennrunde und die Tabellenführung bedeuteten für Earl Bamber (Fach Auto Tech) eines seiner erfolgreichsten Wochenenden in seiner bisherigen Karriere. In der ersten Runde rutschte Bamber bei Eau Rouge quer zur Fahrbahn und verlor die Führung an Nicki Thiim (Walter Lechner Racing Team). In der sechsten Runde konnte Bamber sein einziges Missgeschick an diesem Wochenende korrigieren und überholte Thiim. Kuba Giermaziak (Verva Lechner Racing Team) verlor in Spa entscheidende Punkte und fiel hinter Bamber mit 107 zu 104 Punkten auf den zweiten Rang in der Meisterschaft zurück. Dahinter lag Klaus Bachler (Konrad Motorsport) punktgleich mit Ben Barker (Verva Lechner Racing Team), beide mit 66 Punkten.

### 8. Lauf: Monza (Italien)
Der Porsche-Junior Sven Müller (Team Project 1) setzte sich, nach dem Start von der Pole-Position, an die Spitze des Feldes. Dahinter wurde Kuba Giermaziak (Verva Lechner Racing Team) in der ersten Runde von Earl Bamber (Fach Auto Tech) und Klaus Bachler (Konrad Motorsport) überholt. In der zweiten Runde ging Bachler an Bamber vorbei. So blieb die Reihenfolge bis zum Ende des Rennens. Müller gewann mit dem 460 PS starken Porsche 911 GT3 Cup zum ersten Mal in dieser Serie einen Meisterschaftslauf (Start-Ziel-Sieg). Der Titelkampf blieb nach dem Rennen im Autodromo Nazionale Monza bis zum Saisonfinale auf dem Circuit of The Americas (Austin, Texas) spannend, wo es zwei Rennläufe geben würde. Nach dem achten Rennen war die Fahrermeisterschaft weiterhin offen. Bamber lag mit 123 Punkten vor Giermaziak (118 Punkte) und Bachler (84 Punkte). Earl Bamber gewann mit dem dritten Rang den Titel der Meisterschaftsdebütanten «Rookie des Jahres».

### 9. Lauf: Austin Ι (USA)
Mit dem Sieg im ersten Lauf am Samstag hält Nicki Thiim (Walter Lechner Racing Team) die Meisterschaft bis zum letzten Rennen am Sonntag offen. Auf den Rängen zwei und drei kamen Michael Ammermüller (Walter Lechner Racing Team) sowie Klaus Bachler (Konrad Motorsport) ins Ziel. Der Meisterschaftskandidat Earl Bamber (Fach Auto Tech) wurde Vierter, Titelrivale Kuba Giermaziak (Verva Lechner Racing Team) belegte den elften Rang. Damit lag Bamber in der Gesamtwertung 14 Punkte vor Giermaziak. Im zehnten und letzten Saisonlauf würden noch 20 Punkte für den Sieger vergeben. Auf der 5,513 Kilometer langen Strecke ging es im Rennen turbulent zu. Kollisionen, gelbe Flaggen und zahlreiche Positionswechsel bestimmten das Rennen. Thiim erwischte von der Pole-Position aus einen schlechten Start und wurde von Giermaziak überholt. Thiim gelang der Konter und fuhr danach überlegen ein Rennen an der Spitze. Bachler überholte Giermaziak in Runde elf. Somit fuhr Giermaziak auf Rang vier unmittelbar vor seinem Titelkonkurrenten Bamber, der auf dem fünften Rang folgte. Bei einem Überholversuch in der letzten Runde berührten sich die Fahrzeuge, wobei sich Giermaziak drehte und auf den elften Rang zurückfiel. Earl Bamber brachte Rang vier ins Ziel.

### 10. Lauf: Austin ΙΙ (USA)
Beim letzten Saisonrennen gewann Earl Bamber (Fach Auto Tech) mit einem zweiten Rang die Meisterschaft 2014. Philipp Eng (Team Project 1), Michael Ammermüller (Walter Lechner Racing Team) und Earl Bamber kämpften 14 Runden um den Sieg und wechselten sich mehrmals an der Spitze des Feldes ab. Der einzige verbliebene Meistertitelaspirant Kuba Giermaziak (Verva Lechner Racing Team) wurde Siebter, was für den Meistertitel nicht reichte. Das Verva Lechner Racing Team gewann die Teamwertung. Ammermüller gewann zum ersten Mal einen Lauf in dieser Serie.

„Ich bin heute der glücklichste Mensch des Planeten. Es war ein tolles Supercup-Jahr, das mit einem nervenaufreibenden Rennen zu Ende ging. Dieser Titel bedeutet mir unglaublich viel.“

## Gesamtwertung

### Punkteverteilung
| Punkteverteilung | Punkteverteilung | Punkteverteilung | Punkteverteilung | Punkteverteilung | Punkteverteilung | Punkteverteilung | Punkteverteilung | Punkteverteilung | Punkteverteilung | Punkteverteilung | Punkteverteilung | Punkteverteilung | Punkteverteilung | Punkteverteilung | Punkteverteilung |
| ---------------- | ---------------- | ---------------- | ---------------- | ---------------- | ---------------- | ---------------- | ---------------- | ---------------- | ---------------- | ---------------- | ---------------- | ---------------- | ---------------- | ---------------- | ---------------- |
| Platz            | 1                | 2                | 3                | 4                | 5                | 6                | 7                | 8                | 9                | 10               | 11               | 12               | 13               | 14               | 15               |
| Punkte           | 20               | 18               | 16               | 14               | 12               | 10               | 9                | 8                | 7                | 6                | 5                | 4                | 3                | 2                | 1                |

### Fahrer-Meisterschaft
| Rang                                | Fahrer                      | CAT | MON | RBR | SIL | HOC | HUN | SPA | MNZ | COA | COA | Punkte |
| ----------------------------------- | --------------------------- | --- | --- | --- | --- | --- | --- | --- | --- | --- | --- | ------ |
| 1                                   | Earl Bamber                 | 1   | 9   | 6   | 3   | 2   | 3   | 1   | 3   | 4   | 2   | 155    |
| 2                                   | Kuba Giermaziak             | 8   | 1   | 1   | 2   | 6   | 1   | 8   | 4   | 11  | 7   | 132    |
| 3                                   | Michael Ammermüller         | DNS | 3   | 5   | 5   | 5   | 5   | DNF | 5   | 2   | 1   | 114    |
| 4                                   | Klaus Bachler               | 12  | 10  | 9   | 7   | 4   | 6   | 3   | 2   | 3   | 5   | 112    |
| 5                                   | Philipp Eng                 | 2   | 2   | DNF | 10  | 15  | 9   | 5   | 8   | 5   | 3   | 98     |
| 6                                   | Ben Barker                  | 3   | 5   | 8   | 9   | 10  | 8   | 7   | 9   | 7   | 4   | 96     |
| 7                                   | Sven Müller                 | 10  | 6   | 3   | 6   | 11  | DNF | 4   | 1   | 8   | 10  | 95     |
| 8                                   | Nicki Thiim                 |     |     |     | 20  | 1   | 2   | 2   | 6   | 1   | 11  | 91     |
| 9                                   | Christian Engelhart         | 4   | 8   | 4   | 13  | 7   | 14  | DNF | 12  | 6   | 6   | 75     |
| 10                                  | Clemens Schmid              | 9   | 21  | 10  | 1   | 14  | DNF | 6   | 7   | 9   | 8   | 69     |
| 11                                  | Connor De Phillippi         | 11  | 4   | DSQ | 4   | 8   | 13  | 10  | 13  |     |     | 54     |
| 12                                  | Alex Riberas                | 5   | 19  | 7   | DNF | 13  | 4   | 16  | 14  |     |     | 43     |
| 13                                  | Robert Lukas                | DNF | 7   | 11  | 8   | 9   | 11  |     | 16  | 13  | 12  | 42     |
| 14                                  | Christopher Zöchling        | 7   | 14  | 17  | 15  | 12  | 7   | 17  | 21  | 10  | 9   | 41     |
| 15                                  | Jeffrey Schmidt             | 6   | DNS | 2   |     |     |     |     |     |     |     | 28     |
| 16                                  | Sean Johnston               | 16  | 11  |     | 14  | DNF | 10  | 13  | 11  | 12  | DNF | 27     |
| 17                                  | Kévin Estre                 |     |     |     | 11  | 3   |     |     | DNF |     |     | 21     |
| 18                                  | Pieter Schothorst           | DNF | 22  | 16  | 12  | DNF | 12  | 12  | 15  | 15  | 14  | 20     |
| 19                                  | Bas Schothorst              | 13  | 13  | 15  | 17  | DNF | 17  | 14  | 18  | 14  | 16  | 15     |
| 20                                  | Jaap van Lagen              |     |     |     |     |     |     | 9   | DNF |     |     | 7      |
| 21                                  | Fabien Thuner               |     |     | 12  |     |     | DNF |     |     |     |     | 4      |
| 22                                  | Philipp Frommenwiler        |     |     |     |     |     |     |     |     | 16  | 13  | 3      |
| 23                                  | Enrico Fulgenzi             | 14  | 16  |     |     |     |     |     | DNF |     |     | 3      |
| 24                                  | Chris Bauer                 | 18  | 15  |     |     |     |     |     |     |     |     | 2      |
| 25                                  | Alif Hamdan                 |     |     |     | 19  | 18  | 15  | 23  | 22  |     |     | 1      |
| 26                                  | Dennis van de Laar          |     |     |     |     |     |     |     |     | 18  | 15  | 1      |
| 27                                  | Philip Hirschi              | 15  | 20  | 19  |     |     |     |     |     |     |     | 1      |
| 28                                  | Thomas Biagi                | 22  | 23  | 21  | 16  | 16  | 16  | 18  | 20  | 19  | 25  | 0      |
| 29                                  | Raul Rees                   |     |     |     |     |     |     |     |     | 17  | 22  | 0      |
| 30                                  | Mario Marasca               | 21  | DNF | 20  | DNF | 19  | 18  |     |     |     |     | 0      |
| 31                                  | Antti Buri                  |     |     |     |     |     |     | 20  |     |     |     | 0      |
|                                     | Pepe Massot                 |     |     |     |     |     |     |     |     | DNF | DNS | 0      |
| Gaststarter ohne Anrecht auf Punkte |                             |     |     |     |     |     |     |     |     |     |     |        |
|                                     | Matteo Cairoli              |     |     |     |     |     |     | 15  | 10  |     |     | 0      |
|                                     | Maxime Jousse               |     | 12  |     |     |     |     | 11  |     |     |     | 0      |
|                                     | Marko Klein                 |     |     | 13  |     |     |     |     |     |     |     | 0      |
|                                     | Rolf Ineichen               |     | 19  | 14  |     | DSQ |     |     |     |     |     | 0      |
|                                     | Christofer Berckhan Ramírez |     |     |     |     | 17  | 19  |     |     |     |     | 0      |
|                                     | Roar Lindland               | 17  | DNF |     |     |     |     | 21  |     |     |     | 0      |
|                                     | Vincent Beltoise            |     |     |     |     |     |     |     |     | DNF | 17  | 0      |
|                                     | Daniel Keilwitz             |     |     |     |     |     |     |     | 17  |     |     | 0      |
|                                     | Jeff Harrison               |     |     |     |     |     |     |     |     | 20  | 18  | 0      |
|                                     | Sebastiaan Bleekemolen      |     | 18  |     |     |     |     |     |     |     |     | 0      |
|                                     | Andreas Mayerl              |     |     | 18  |     |     |     |     |     |     |     | 0      |
|                                     | Josh Webster                |     |     |     | 18  |     |     |     |     |     |     | 0      |
|                                     | David Ducote                |     |     |     |     |     |     |     |     | 21  | 19  | 0      |
|                                     | Roland Bervillé             | 19  |     |     |     |     |     |     |     |     |     | 0      |
|                                     | Joffrey de Narda            |     |     |     |     |     |     | 19  |     |     |     | 0      |
|                                     | Giovanni Berton             |     |     |     |     |     |     |     | 19  |     |     | 0      |
|                                     | Marc Cattaneo               | 20  | 24  |     |     |     |     | DNF |     |     |     | 0      |
|                                     | Santiago Creel              |     |     |     |     |     |     |     |     | DNF | 20  | 0      |
|                                     | Gianluca Giraudi            |     |     |     |     | 20  |     |     |     |     |     | 0      |
|                                     | Glauco Solieri              |     |     |     |     | 21  |     | 22  | 23  |     |     | 0      |
|                                     | Tommy Drissi                |     |     |     |     |     |     |     |     | 22  | 21  | 0      |
|                                     | Karl Leonard                |     |     |     | 21  |     |     |     |     |     |     | 0      |
|                                     | Hannes Waimer               |     | DNF |     |     | 22  |     |     |     | DNF | 23  | 0      |
|                                     | Kelvin Fletcher             |     |     |     | 22  |     |     |     |     |     |     | 0      |
|                                     | Mark Kvamme                 |     |     |     |     |     |     |     |     | 23† | 24  | 0      |
|                                     | Graeme Mundy                |     |     |     | 23  |     |     |     |     |     |     | 0      |
|                                     | Patrick Dempsey             |     |     |     |     | 23  |     |     |     |     |     | 0      |
|                                     | Côme Ledogar                | DNS |     |     |     |     |     | DNF |     |     |     | 0      |
|                                     | Madison Snow                |     |     |     |     |     |     |     |     | DNF | DNS | 0      |
|                                     | Colin Thompson              |     |     |     |     |     |     |     |     | DNF | DNS | 0      |
|                                     | Tom Dillmann                |     |     | DNF |     |     |     |     |     |     |     | 0      |
|                                     | Sébastien Ogier             |     |     | DNF |     |     |     |     |     |     |     | 0      |
|                                     | Davide Roda                 |     |     |     |     | DSQ |     |     |     |     |     | 0      |
|                                     | Lukas Schreier              |     |     | DNS |     |     |     |     |     |     |     | 0      |
|                                     | William Peluchiwski         |     |     |     |     |     |     |     |     | DNS | DNS | 0      |
| Rang                                | Fahrer                      | CAT | MON | RBR | SIL | HOC | HUN | SPA | MNZ | COA | COA | Punkte |

| Legende  | Legende            | Legende                                                          |
| Farbe    | Abkürzung          | Bedeutung                                                        |
| -------- | ------------------ | ---------------------------------------------------------------- |
| Gold     | –                  | Sieg                                                             |
| Silber   | –                  | 2. Platz                                                         |
| Bronze   | –                  | 3. Platz                                                         |
| Grün     | –                  | Platzierung in den Punkten                                       |
| Blau     | –                  | Klassifiziert außerhalb der Punkteränge                          |
| Violett  | DNF                | Rennen nicht beendet (did not finish)                            |
| Violett  | NC                 | nicht klassifiziert (not classified)                             |
| Rot      | DNQ                | nicht qualifiziert (did not qualify)                             |
| Rot      | DNPQ               | in Vorqualifikation gescheitert (did not pre-qualify)            |
| Schwarz  | DSQ                | disqualifiziert (disqualified)                                   |
| Weiß     | DNS                | nicht am Start (did not start)                                   |
| Weiß     | WD                 | zurückgezogen (withdrawn)                                        |
| Hellblau | PO                 | nur am Training teilgenommen (practiced only)                    |
| Hellblau | TD                 | Freitags-Testfahrer (test driver)                                |
| ohne     | DNP                | nicht am Training teilgenommen (did not practice)                |
| ohne     | INJ                | verletzt oder krank (injured)                                    |
| ohne     | EX                 | ausgeschlossen (excluded)                                        |
| ohne     | DNA                | nicht erschienen (did not arrive)                                |
| ohne     | C                  | Rennen abgesagt (cancelled)                                      |
| ohne     | keine WM-Teilnahme |                                                                  |
| sonstige | P/fett             | Pole-Position                                                    |
| sonstige | 1/2/3/4/5/6/7/8    | Punktplatzierung im Sprint-/Qualifikationsrennen                 |
| sonstige | SR/kursiv          | Schnellste Rennrunde                                             |
| sonstige | *                  | nicht im Ziel, aufgrund der zurückgelegten Distanz aber gewertet |
| sonstige | ()                 | Streichresultate                                                 |
| sonstige | unterstrichen      | Führender in der Gesamtwertung                                   |

### Teamwertung
| Rang | Team                         | Punkte |
| ---- | ---------------------------- | ------ |
| 1.   | Verva Lechner Racing Team    | 244    |
| 2.   | Walter Lechner Racing Team   | 232    |
| 3.   | Team Project 1               | 208    |
| 4.   | Konrad Motorsport            | 192    |
| 5.   | Fach Auto Tech               | 189    |
| 6.   | Förch Racing by Lukas MS     | 132    |
| 7.   | Mc Gregor by Attempto Racing | 100    |
| 8.   | Momo-Megatron                | 41     |